# 潘古
潘古（？—？），中华人民共和国政治人物。
担任新民主主义青年团广西省委第一副书记。1954年，当选第一届全国人民代表大会代表。